# Cato Guntveit
Cato Falck Guntveit (Drammen, 6 augustus 1975) is een voormalig Noors voetballer (verdediger) die gedurende zijn carrière uitkwam voor het Noorse SK Brann en het Schotse Aberdeen FC. Met Brann won hij de beker in 2004 en werd hij landskampioen in 2007.

## Erelijst
SK Brann
- Noors landskampioen

2007
- Noorse beker

2004